# Ambiévillers
Ambiévillers é uma comuna francesa na região administrativa de Borgonha-Franco-Condado, no departamento de Alto Sona. Estende-se por uma área de 12,3 km². Em 2010 a comuna tinha 70 habitantes (densidade: 5,7 hab./km²).